# One Hot Minute
One Hot Minute è il sesto album in studio del gruppo musicale statunitense Red Hot Chili Peppers, pubblicato il 12 settembre 1995 dalla Warner Bros. Records.
La profonda depressione causata dall'incredibile successo del precedente album Blood Sugar Sex Magik (1991), la sempre più grave dipendenza dall'eroina e il deterioramento dei rapporti con gli altri membri della band portarono John Frusciante ad abbandonare il gruppo nel 1992, a metà del tour che stavano svolgendo, per intraprendere una carriera da solista che lo porterà a pubblicare, nel giro di tre anni, due album, Niandra LaDes and Usually Just a T-Shirt e Smile from the Streets You Hold.
Dopo vari tentativi fu l'ex Jane's Addiction Dave Navarro ad entrare in pianta stabile nei RHCP. La sua presenza cambiò il suono tipico "heavy funk" dei Peppers, che ricorsero come mai prima a chitarre distorte, assoli dissonanti e sonorità hard rock e noise. I testi contenevano meno riferimenti sessuali rispetto ai loro precedenti lavori ed esplorarono temi oscuri, come l'uso della droga, la depressione, la morte e la religione. Il cantante Anthony Kiedis, che ricominciò ad assumere cocaina ed eroina nel 1994, dopo un periodo di astinenza durato più di cinque anni, scrisse versi con una prospettiva di riflessione sulle droghe e sui loro pesanti effetti.
Questo album fu una delusione commerciale nonostante tre singoli di successo e un quarto posto nella classifica statunitense degli album. Le vendite sfiorarono i 7 milioni di copie, meno della metà di Blood Sugar Sex Magik; la maggior parte dei critici e dei fan non fu entusiasta del nuovo duro sound della band e due anni dopo, nel 1998, alla fine del tour mondiale, Navarro fu definitivamente licenziato a causa di divergenze creative e della sua dipendenza dalla cocaina.

## Descrizione

### Antefatti

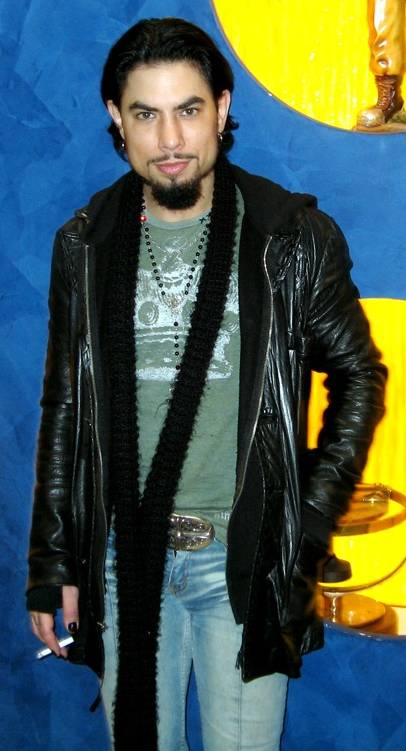
Il chitarrista Dave Navarro sostituì John Frusciante in One Hot Minute

I Red Hot Chili Peppers pubblicarono Blood Sugar Sex Magik nel 1991. L'album fu subito un successo travolgente, vendendo sette milioni di copie nei soli Stati Uniti, e portò la band nel mondo della musica mainstream. Il chitarrista John Frusciante fece fatica a far fronte alla straordinaria fama del gruppo e cominciò a non gradirla. Frusciante spesso litigava con gli altri componenti del gruppo e non si presentava alle prove. Cominciò ad alienarsi dal gruppo sperimentando l'eroina, aumentandone costantemente l'utilizzo nel tempo. infine, si chiamò fuori nel 1992, mentre i RHCP erano in Giappone per il tour. Tornò nella sua casa in California, dove visse gli anni successivi da recluso insieme alla sua ragazza dell'epoca suonando, registrando e indulgendo nell'uso dell'oppio.
I componenti rimanenti ingaggiarono Arik Marshall, chitarrista dei Marshall Law e, successivamente, Jesse Tobias dei Mother Tongue, per i concerti rimanenti. Al ritorno a Hollywood, il gruppo pubblicò un annuncio su LA Weekly per indire nuove audizioni, che Kiedis considerò una perdita di tempo. Dopo alcuni mesi di ricerca inutile, il batterista Chad Smith propose Dave Navarro. Questo era già stato contattato in precedenza, ma troppo occupato dopo lo scioglimento dei Jane's Addiction, aveva rifiutato. Navarro, infine, accettò la proposta dopo diverse jam sessions.

### Registrazione e produzione
Quando Navarro entrò nei Red Hot Chili Peppers, Kiedis capì che il suono del gruppo sarebbe inevitabilmente mutato. Nel luglio del 1994 cominciarono le sessioni di registrazione del nuovo lavoro presso i The Sound Factory di Los Angeles. Il gruppo aveva completato solo alcuni brani, quando le corde vocali di Kiedis cominciarono ad avere problemi a cantare. Aveva subito una procedura dentale in cui era stato usato un sedativo che dà assuefazione, il Valium; questo gli causò una ricaduta nelle droghe e nella tossicodipendenza. Il gruppo si prese una breve pausa per esibirsi all'attesissimo festival di Woodstock '94, concerto che segnò il debutto pubblico della nuova line-up.
Alla ripresa delle sessions Navarro esternò le sue perplessità sul metodo compositivo dei Red Hot. Si chiedeva per quale motivo si dovesse ricorrere a ore e ore di improvvisazioni collettive per creare i pezzi; di conseguenza, se questa scelta si era rivelata fruttuosa ai tempi di John Frusciante e di Hillel Slovak, Navarro non si integrò mai completamente nelle jam sessions dei Red Hot Chili Peppers e questo per il gruppo, da sempre abituato a questo approccio, fu un problema: «Io avevo un'idea stereotipata dei Chili Peppers: credevo che fossero funky, eccentrici, leziosi... E sono stato a disagio per parecchio tempo, perché la band suonava un genere che non era il mio». I mesi passarono e fu scritto molto poco. A dicembre, Kiedis e la sua compagna fecero un viaggio nella sua città natale, Grand Rapids, Michigan, dove la sua famiglia capì che aveva ripreso a drogarsi. Tornò ad Hollywood nel gennaio del 1995 e finalmente finì di registrare le parti vocali. Le ultime registrazioni si tennero nel mese successivo.

### Scrittura e composizione

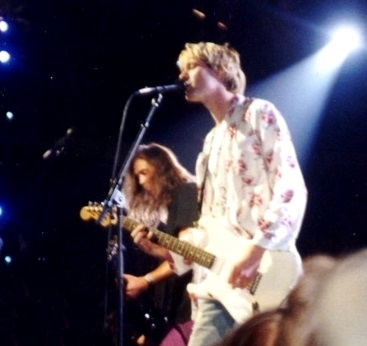
Kurt Cobain, frontman dei Nirvana, a cui Kiedis dedicò la canzone Tearjerker

Considerando i problemi di Kiedis con le droghe pesanti e quelli di Navarro con le estenuanti jam sessions, i brani furono composti a un ritmo molto più lento. Fu questo il momento in cui la band comprese appieno quanto era stato importante in passato l'apporto creativo del talentuoso ex-chitarrista John Frusciante: le ottime idee di John erano qualcosa che Kiedis aveva dato per scontato: «John [Frusciante] era una vera anomalia quando si trattava di scrivere brani. Rese ancora più facile di Hillel [Slovak] la creazione della musica, anche se conoscevo Hillel da anni. Credevo che tutti i chitarristi fossero come John, mostri loro i tuoi testi e canti un po' e l'unica cosa che sai è che hai un brano. Questo non è successo con Dave [Navarro].» Per compensare questa mancanza, Kiedis e il bassista Flea trascorsero un periodo di vacanza insieme, durante la quale scrissero da soli interi brani.
Nel complesso, i brani di One Hot Minute rispecchiano l'angoscia, la malinconia e i rimorsi che Kiedis tenne per sé, e molti dei testi furono scritti nel periodo in cui il cantante nascondeva agli altri la sua ricaduta. Warped, primo singolo estratto dall'album, paragona direttamente lo stato d'animo turbato di Kiedis a un urlo isterico lanciato per chiedere aiuto ("My tendency for dependency is offending me/It's upending me/I'm pretending to be strong and free from my dependency/It's warping me."). Si sentiva anche deluso dal fatto che «nessuno aveva sospettato che ero scivolato dai miei cinque anni di sobrietà». Il pezzo era caratterizzato da un riff di chitarra duro e acido e da una parte vocale modificata da un forte effetto eco che trasmette all'ascoltatore tutto il senso di sconfitta, dolore e auto-commiserazione dei versi di Kiedis.
Anche Aeroplane, il terzo singolo estratto dall'album, uno dei pochi pezzi ottimisti e spensierati dell'album, contiene ugualmente riferimenti ai problemi personali di Kiedis ("Looking into my own eyes/I can't find the love I want/Someone better slap me before I start to rust/before I start to decompose"). Clara, la piccola figlia di Flea insieme ai suoi compagni di classe dell'asilo cantarono in coro i versi del ritornello.
Tearjerker, una ballata dolce e delicata, è un tributo al frontman dei Nirvana, Kurt Cobain, scomparso poco tempo prima. Kiedis dichiarò che il suicidio di Cobain «fu un colpo emotivo e tutti lo sentimmo. Non so perché ognuno sulla terra si sentì così vicino a quel ragazzo; egli era amato e simpatico e inoffensivo in qualche strano modo. Per tutte le sue urla e per tutta la sua angoscia, era semplicemente amabile.»
My Friends fu il singolo che lanciò l'album in tutto il mondo, una ballata elettrica che a molti ha ricordato Under the Bridge, uno dei più grandi successi del loro album precedente. Nei versi Kiedis dà sfogo ancora una volta alla sua malinconia affrontando più i suoi problemi che quelli dei "suoi amici": "My friends are so distressed/And standing on the brink of emptiness/No words I know of to express/This emptiness."

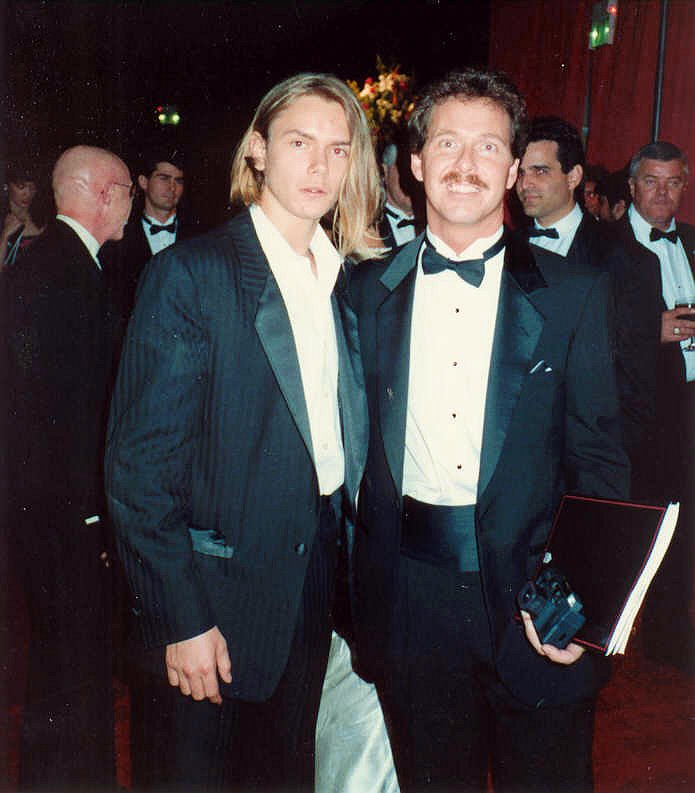
River Phoenix (a sinistra), attore scomparso nel 1993 e grande amico del gruppo, a lui fu dedicato il brano Transcending

One Hot Minute segnò la prima volta in cui Flea contribuì ai testi di un album del gruppo, visto che Kiedis era stato travolto dalla sua dipendenza dalle droghe che aveva inaridito la sua vena creativa. Flea scrisse la maggior parte di Transcending, il brano di chiusura dell'album, dedicato a River Phoenix, morto a 23 anni per un'ovedose di droghe e alcol. Altro importante contributo del bassista furono i versi spoken word dell'introduzione di Deep Kick, brano che narra della gioventù sua e di Kiedis. Infine Flea scrisse e cantò interamente il "Pea", un pezzo suonato col solo basso acustico e senza l'accompagnamento della band.
Musicalmente, One Hot Minute segna uno stacco evidente dai lavori precedenti, specialmente da Blood Sugar Sex Magik. L'album è caratterizzato dal prominente uso di riff di scuola hard rock alla Led Zeppelin, accenni di rock psichedelico e noise alla Sonic Youth e Helmet. Navarro, a differenza di Kiedis e Flea, non fu mai influenzato dal funk di gruppi quali Parliament e Funkadelic. Disse a Guitar World nel 1996 che «non mi parla realmente. Ma poi, quando sono con tre altri ragazzi che amo e mi sento uno di loro, è piacevole suonare il funk.» Lo stile di Navarro fu influenzato soprattutto da classici chitarristi rock come Jimi Hendrix e Jimmy Page, tanto quanto i chitarristi rock gotico Robert Smith e Daniel Ash. Continuando una tendenza già accennata in Blood Sugar Sex Magik, Kiedis abbandona in modo quasi definitivo il rap dei primi anni di carriera, usandolo solo in poche tracce. One Hot Minute fu scritto in due anni e la sua registrazione e produzione non fu un processo calmo. Navarro si sentiva un estraneo rispetto agli altri componenti del gruppo. Lo scrivere testi nei Jane's Addiction era indipendente dal resto del gruppo, mentre i Red Hot Chili Peppers sono un gruppo più collaborativo. Navarro stesso ha notato che la dinamica dei Red Hot era più bilanciata rispetto a quella dei Jane's Addiction, che era influenzata dal frontman Perry Farrell. Il chitarrista affermò che «unirsi a una band pre-esistente mi ha dato una stranissima sensazione. Venivo dai Jane's Addiction, avevamo una certa storia alle spalle, mi ero fatto una reputazione, e di colpo mi trovavo in una specie di supercar che viaggiava a tremila all'ora e oltretutto funzionava come un orologio... Dischi che uscivano in tutto il mondo, tour mastodontici... Il minimo che si poteva dire era che mi sentivo confuso, non so se mi spiego».

## Pubblicazione e promozione
Mentre si mettevano insieme le componenti finali dell'album, il gruppo registrò il video di Warped. I Red Hot Chili Peppers chiesero al cognato di Flea, Gavin Bowden, di dirigerlo. Nel video Kiedis e Navarro si baciano e può essere inteso come un modo per rompere la monotonia della registrazione del video. Non pensando niente di ciò, il gruppo continuò a registrare e finì molti giorni dopo. La Warner Bros. Records, comunque, vide il video e volle buttarlo via immediatamente, ritenendolo non commerciabile e pensando che questo avrebbe allontanato una grande parte dei fan dei Red Hot Chili Peppers. Il gruppo arrivò a un accordo per lasciare il bacio nel finale, suscitando una reazione tra il loro pubblico più giovane, che si offese. Kiedis disse: «Se non hanno potuto accettare quello che abbiamo fatto, non abbiamo più bisogno di loro.»
One Hot Minute uscì il 12 settembre. Ricevette il disco d'oro quasi due mesi dopo, l'11 novembre; fino a quel momento aveva ricevuto due dischi di platino negli Stati Uniti. L'album raggiunse il quarto posto nella Billboard 200. My Friends raggiunse il primo posto nelle classifiche Alternative Songs e nella Mainstream Rock Songs. La canzone inoltre raggiunse il ventinovesimo posto nella Official Singles Chart, mentre Aeroplane l'undicesimo. Diversi giorni dopo la pubblicazione dell'album, Kiedis continuò ad usare droga nonostante le numerose interviste a cui doveva partecipare.

## Accoglienza

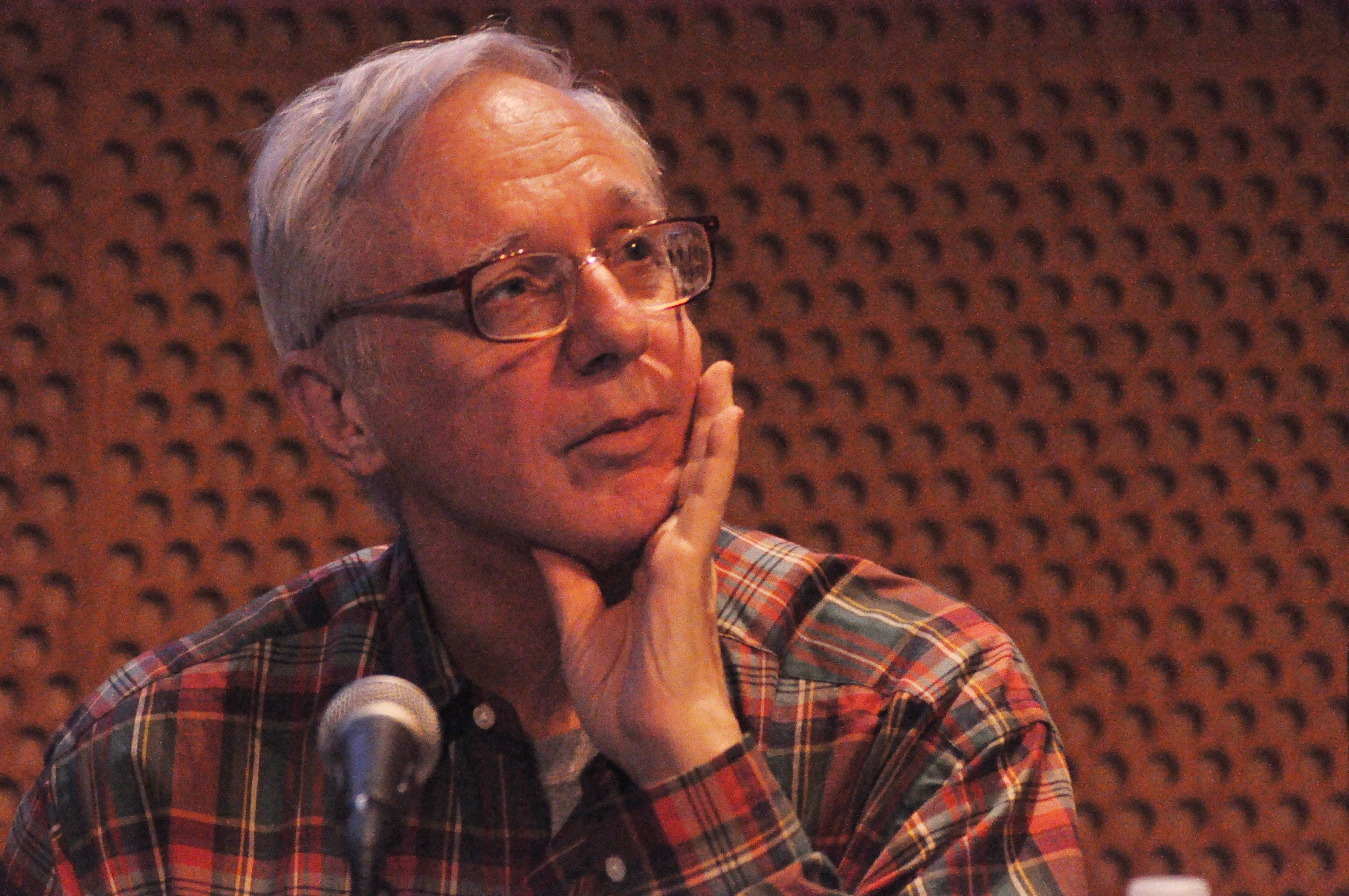
Robert Christgau criticò fortemente l'album.

One Hot Minute non fu universalmente ben accettato come Blood Sugar Sex Magik dalla critica, che lo considerò un povero seguito di quest'ultimo. Una parte, però, apprezzò il prodotto. Daina Darzin del Rolling Stone disse che «One Hot Minute si tuffa nella fine emotivamente profonda della tossicodipendenza e della perdita» e che l'album «è un disco ferocemente eclettico e fantasioso che inoltre presenta i membri della band come più riflessivi, spirituali, anche da adulti. Dopo una carriera di oltre dieci anni, stanno realizzando finalmente il loro potenziale.» David Browne dell'Entertainment Weekly lodò Kiedis per «aver mantenuto la sua maleducazione sotto controllo», ma criticò il gruppo perché «cerca una filosofia cosmica che spesso viaggia su sentimenti hippie». L'editore Stephen Thomas Erlewine di AllMusic fece notare che «realizzare un seguito a Blood Sugar Sex Magik fu un compito difficile per i Red Hot Chili Peppers» e che «il suono heavy metal della chitarra di Navarro dovrebbe aver aggiunto un certo peso al funk dei Red Hot, ma tende a farlo arrancare.» Erlewine arrivò a dire che «a causa dell'enfatizzazione del metal, il funk è gradualmente eliminato dalla miscela, come la sua melodia.» Il critico Robert Christgau diede all'album una "bomba che scoppia", la sua valutazione più bassa.
My Friends fu considerata da Erlewine un chiaro tentativo di trattenere il pubblico ottenuto con Under the Bridge e che, al contrario, «la melodia è debole e il testo è ancor più debole». Inoltre il brano «cerca di essere un abbraccio collettivo a tutti i compagni in difficoltà [di Kiedis]». Il Rolling Stone, invece, disse che la canzone era «amabile», incorporando un «coro vagamente folk e contiene le stesse tristi illusioni di Under the Bridge e Breaking the Girl».

## Tournée e l'allontanamento di Navarro

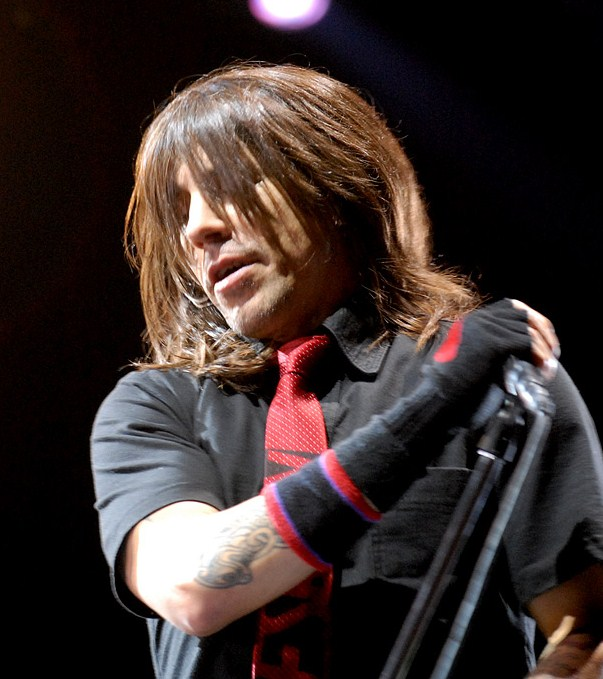
Il cantante Anthony Kiedis si infortunò varie volte durante il tour.

Il One Hot Minute Tour cominciò diversi giorni dopo la pubblicazione dell'album. La band suonò prima in Europa. Proprio in questo periodo, Kiedis ritenne che, come musicista, stava diventando un po' fiacco. La corta tappa europea finì all'inizio di novembre e la tappa statunitense doveva cominciare dieci giorni dopo; comunque, fu rinviata all'inizio di febbraio. Alcuni spettacoli prima dell'inizio della tappa americana, Kiedis si ferì alla gamba gravemente, mentre si impegnava in quello che lui chiamava "il ballo del robot a occhi chiusi". Inciampò in un monitor e cadde giù dal palco finendo appeso per il polpaccio nel suo cavo del microfono e fu costretto a portare una stecca per i successivi due mesi. Kiedis pensò che «fu bello vedere che la gente era ancora interessata a venire a vedere quello che facciamo», nonostante la pausa di quattro anni dopo la pubblicazione di Blood Sugar Sex Magik. Dopo la conclusione della tappa americana, i Red Hot Chili Peppers si presero due settimane di pausa prima dei molti concerti in Australia e Nuova Zelanda. Successivamente il gruppo suonò al Tibetan Freedom Concert a San Francisco, prima di finire il tour in Europa.
Kiedis rimase sobrio per l'intero tour e mantenne una disposizione positiva durante gli spettacoli. Tuttavia, Navarro si era stancato del tour, il che fece arrabbiare i suoi compagni di gruppo. Kiedis si infortunò di nuovo a Praga dopo una caduta dal palco, quando stava cercando di eseguire una capriola all'indietro. Durante i pochi spettacoli che rimanevano fu costretto ad indossare un tutore lombare, che immobilizzò la sua azione intorno all'area del microfono. Dopo i concerti a Londra e Parigi, il gruppo tornò a Los Angeles. Kiedis ricominciò a drogarsi, anche se fu costretto a smettere alcune settimane dopo. Successivamente al gruppo fu chiesto di esibirsi al Polo nord per i cento vincitori di un concorso ideato dalla Molson, la più vecchia industria della birra in Canada. Il gruppo tornò a casa due giorni dopo il concerto, che li motivò un po'.
I mesi trascorsero senza concerti programmati a causa della scarsità di vendite dell'album. Dopo un'altra ricaduta e un periodo di riabilitazione, i componenti del gruppo si prepararono per un tour estivo, il primo in sette mesi circa. Sfortunatamente, prima dell'inizio del tour, Kiedis ebbe un incidente sulla sua moto e fu ricoverato d'urgenza per le ferite a un braccio. A causa della tossicodipendenza, gli furono somministrate sette dosi di morfina per appagare il dolore. Dopo essere stato dimesso, il cantante dovette indossare un tutore per parecchi mesi, causando la cancellazione di tutti i concerti ancora in programma. A metà del recupero di Kiedis, al gruppo fu chiesto di suonare al Fuji Rock Festival del 1997. In quel periodo Kiedis si sentì pronto per suonare nuovamente.
Quando, però, i Chili Peppers salirono sul palco del Festival, una pioggia torrenziale rese praticamente impossibile al gruppo di suonare: dopo otto brani, i dispositivi di illuminazione e del suono furono distrutti e il gruppo fu costretto a un finale improvvisato. Tornando a casa, i Red Hot Chili Peppers si separarono e, per la maggior parte del tempo, rimasero isolati gli uni dagli altri per il resto del 1997. Durante quel periodo non fu scritto niente di nuovo; il gruppo cominciò le prove solo agli inizi del 1998. A questo punto, Navarro divenne tossicodipendente, mentre Kiedis lottava per rimanere sobrio. Il gruppo decise che avrebbe avuto un colloquio con Navarro e avrebbe tentato di convincerlo a entrare in riabilitazione. Il dibattito degenerò in accesa disputa e Navarro, in stato di ebbrezza, cadde su un amplificatore. Nell'aprile del 2010, Navarro ha discusso su questo incidente, affermando che: «Uno dei motivi [che Anthony Kiedis ha dato per il licenziamento] fu il mio uso di droga all'epoca. L'altro erano le divergenze musicali. Anthony dice che fu perché inciampai e caddi su un amplificatore mentre ero sotto l'effetto di droghe. Io dico che in quel periodo lui era più drogato di me. Avevamo entrambi un rapporto approssimativo con la realtà. A chi volete credere?»

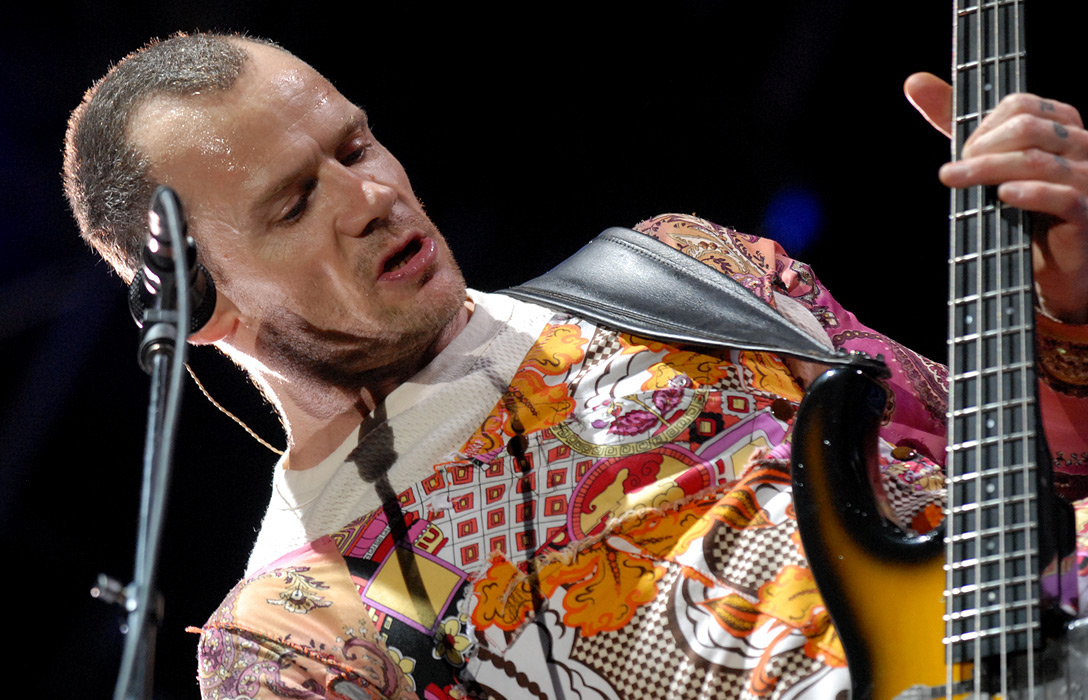
Il bassista Flea propose a Frusciante di rientrare nella band dopo l'uscita di Navarro.

Dall'aprile del 1998, il gruppo compose soltanto il brano Circle of the Noose, che venne pubblicato solo nel 2016; Kiedis e Flea decisero che era arrivato il momento di licenziare Navarro: quest'ultimo fu furioso quando si confrontò con Kiedis e Flea, ma alla fine accettò la sua uscita. Flea stava cominciando a mettere in discussione il futuro del gruppo e pensò che fosse necessario scioglierlo. Fece un ultimo tentativo di tenere il gruppo, chiedendo a Frusciante di rientrare nei Red Hot Chili Peppers. Il chitarrista aveva appena finito di seguire un programma di riabilitazione dopo più di cinque anni di dipendenza dall'eroina e accettò felicemente l'invito.

## Tracce
Testi e musiche di Anthony Kiedis, Flea, Dave Navarro e Chad Smith.
1. Warped – 5:04
2. Aeroplane – 4:45
3. Deep Kick – 6:33
4. My Friends – 4:02
5. Coffee Shop – 3:08
6. Pea – 1:47
7. One Big Mob – 6:02
8. Walkabout – 5:07
9. Tearjerker – 4:19
10. One Hot Minute – 6:23
11. Falling Into Grace – 3:48
12. Shallow Be Thy Game – 4:33
13. Transcending – 5:46

Tracce bonus nell'edizione giapponese
1. Melancholy Mechanics – 4:31

Tracce bonus nell'edizione di iTunes
1. Let's Make Evil – 5:17
2. Stretch (a.k.a. Stretch You Out) – 6:18
3. Bob – 5:43

## Formazione
Gruppo
- Anthony Kiedis – voce
- Dave Navarro – chitarra
- Flea – basso
- Chad Smith – batteria

Altri musicisti
- The "Aeroplane" Kids – coro (traccia 2)
- Lenny Castro – percussioni (tracce 3, 4, 8, 9 e 10)
- Stephen Perkins – percussioni (tracce 3, 4, 8, 9 e 10)
- Stephen Perkins – percussioni (traccia 7)
- Aimee Echo – cori (tracce 7 e 10)
- Baby Gabriel James Navarro – pianto (traccia 7)
- John Lurie – armonica (traccia 8)
- Keith "Tree" Barry – violino (traccia 9)
- Gurmukh Kaur Khalsa – voce aggiuntiva (traccia 11)
- Kristen Vigard – cori (traccia 11)

Produzione
- Rick Rubin – produzione
- Dave Sardy – registrazione, missaggio
- David Schiffman – ingegneria del suono aggiuntiva
- Don C. Tyler – montaggio digitale
- Stephen Marcussen – mastering

## Classifiche
| Classifica (1995) | Posizione massima |
| ----------------- | ----------------- |
| Australia         | 1                 |
| Austria           | 4                 |
| Belgio (Fiandre)  | 5                 |
| Belgio (Vallonia) | 3                 |
| Canada            | 6                 |
| Finlandia         | 1                 |
| Francia           | 3                 |
| Germania          | 3                 |
| Italia            | 8                 |
| Norvegia          | 2                 |
| Nuova Zelanda     | 1                 |
| Paesi Bassi       | 5                 |
| Regno Unito       | 2                 |
| Stati Uniti       | 4                 |
| Svezia            | 1                 |
| Svizzera          | 2                 |